# Fred Woudhuizen

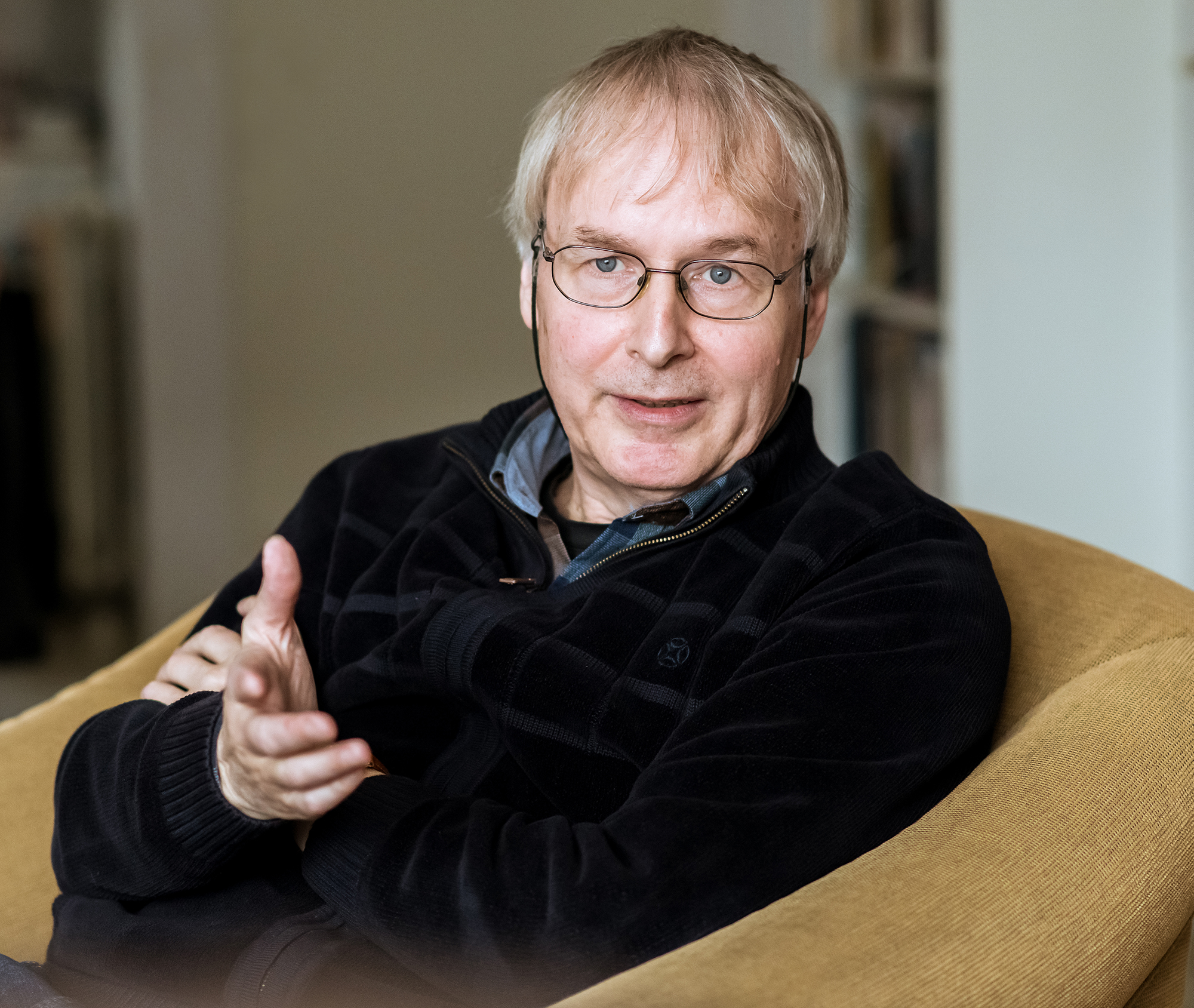
Fred Woudhuizen (2020)

Frederik Christiaan (Fred) Woudhuizen (Zutphen, 13 februari 1959 – Heiloo, 28 september 2021) was een Nederlandse historicus die zich voornamelijk bezighield met de studie van Indo-Europese talen en in het bijzonder met onderzoek naar de Luwische talen.

## Leven
Fred Woudhuizen behaalde in 1977 zijn eindexamen Gymnasium B. Zijn studie (Oude) Geschiedenis aan de Universiteit van Amsterdam rondde hij met het doctoraalexamen cum laude af in 1985. Hierin specialiseerde hij zich in Mediterrane Pre- en Protohistorie als hoofdvak (inclusief thracologie en keltologie), dat, naast Grieks, Latijn, en mycenologie, ook Luwisch bevatte, en, als bijvakken Italische dialectologie en archeologie van de Romeinse tijd. In 2006 promoveerde hij aan de Erasmus Universiteit op het proefschrift The Ethnicity of the Sea Peoples. Van 1986 tot 1989 en van 1992 tot 1995 was Woudhuizen uitgever van het Nederlandse tijdschrift Talanta, Proceedings of the Dutch Archaeological and Historical Society en van 1990 tot 1992 was hij directeur van de Henri Frankfort Foundation. Hij werkte als onafhankelijk onderzoeker en was sinds 1984 verbonden aan het Nederlands Archeologisch en Historisch Genootschap.

## Werken
Woudhuizen specialiseerde zich in de bestudering van de schriften van het Mediterrane gebied uit de Midden- en Late Bronstijd en Vroege IJzertijd, waaronder Luwisch hiëroglifisch, Kretenzisch hiëroglifisch, Lineair A, Cypro-Minoïsch, en het Byblos-schrift. Daarnaast heeft hij zich uitgebreid beziggehouden met de Luwische taal en de fragmentarisch overgeleverde Luwische dialecten (naast Luwisch hiëroglifisch, cuneiform Luwisch, Lycisch, Lydisch, Karisch, en Sidetisch), waartoe ook Etruskisch behoort. Ten slotte heeft hij ook aan de Keltische talen gewerkt, met name de Iberische varianten Keltiberisch en Zuidwest-Iberisch. 
Woudhuizen paste in zijn werk met name de comparatieve methode toe, waarin de tekens van verwante schriften aan elkaar gelieerd worden op basis van het principe dat identiteit in vorm in de overgrote meerderheid van de gevallen ook identiteit van klankwaarde betekent. Deze methode (= externe evidentie) is, naast interne evidentie, ook door Michael Ventris bij de ontcijfering van het Lineair B gebruikt. Een wezenlijk onderdeel van het vak schriftontcijfering is “de jacht op klankwaarden”, waarbij informatie gebaseerd op externe evidentie niet kan ontbreken. Alleen op basis van klankwaarden kan men namelijk komen tot lezing van teksten en etymologische vergelijkingen met verwante talen. Als de taal van het te ontcijferen schrift tot de Indo-Europese taalfamilie blijkt te behoren ligt duiding veelal voor de hand, daar deze taalgroep uiterst goed gedocumenteerd is. Hetzelfde geldt echter ook voor de Semitische taalgroep waar in het oostelijk Mediterrane gebied ernstig rekening dient te worden gehouden.
Over een periode van bijna dertig jaar, tot 2008, werkte Woudhuizen nauw samen met Jan Best, die van 1980 tot 1990 docent Mediterrane Pre- en Protohistorie was aan de Universiteit van Amsterdam. Best heeft in 1981 een doorbraak bereikt in de ontcijfering van het Kretenzische Lineair A met zijn lezing van de zogenaamde “libatie-formule” als: “Ik heb gegeven en mijn hand heeft als zoenoffer gebracht (…), oh Asherah (…).” Deze zin is overduidelijk in het Semitisch geredigeerd. Vanaf 2009 heeft Woudhuizen zelfstandig aan het Lineair A gewerkt en het werk van Best verder uitgewerkt door de “libatie-formule” in zijn geheel op basis van de etymologische verwantschap van de taal met het Semitisch, in het bijzonder het dialect van de Phoenische stad Byblos, te duiden. Als uitgangspunt bij deze onderneming geldt dat de klankwaarden van de Lineair A tekens, behoudens een paar uitzonderingen, overeenkomen met die van de tegenhangers in het Lineair B.
De ontcijfering van het Lineair A zette een domino-effect in gang doordat op grond van de comparatieve methode de impasse rond andere, nog onontcijferde schriften, zoals het Cypro-Minoïsch en het Byblos-schrift, doorbroken kon worden. Het Cypro-Minoïsch bleek een voor het eiland specifieke dialectische variant van het Luwisch te noteren, terwijl het Byblos-schrift zoals te verwachten in het voor de regio kenmerkende Noordwest-Semitisch geredigeerd is. Ook voor Kreta geldt dat de linguïstische situatie meer gecompliceerd was omdat daar, naast in het Semitisch, ook in het Luwisch en het Pelasgisch (= een Oud Indo-Europees dialect) geschreven werd. Een lokale, minoïsche dialectische variant van het Luwisch wordt met name aangetroffen in het Kretenzisch hiëroglifisch dat aan het Luwisch hiëroglifisch is ontleend en waarvan de belangrijkste tekst die op de beroemde discus van Phaistos is.
Woudhuizens werk toont aan dat de schriften en talen van het Mediterrane gebied gedurende het 2e millennium v.Chr. nauw met elkaar samenhangen. Betreffende het Luwisch hiëroglifisch betoogde Woudhuizen dat de Luwische woordwaarden van een groot aantal tekens bekend is en de standaard transliteratie in het Latijn kunnen vervangen. Bijvoorbeeld het teken voor “huis” is met zekerheid als PARNA te lezen en het gebruik van het Latijnse DOMUS is derhalve in deze overbodig. In het algemeen kan zelfs worden gesteld dat het gebruik van Latijn in plaats van Luwisch ons begrip van de inhoud van de teksten bemoeilijkt of zelfs in de weg staat. Daarnaast heeft hij stelling genomen tegen de zogenaamde “nieuwe lezing” van het Luwisch hiëroglifisch zoals geïntroduceerd door J. David Hawkins in 1973 en aangetoond dat deze dient te worden vervangen door de “aangepaste oude lezing”.
Een aantal argumenten van Woudhuizen worden door andere onderzoekers bevestigd:
- Sinds de vroege jaren 80 van de vorige eeuw heeft Woudhuizen de lijn gevolgd dat de Griekse taal pas gedurende de late 17e eeuw v.Chr. in Griekenland is geïntroduceerd.[14] Vanaf 1988 heeft Robert Drews de validiteit van deze invalshoek verder bevestigd.[15]
- Woudhuizen heeft aangetoond dat Luwisch, net zoals de andere vroege Indo-Europese talen, van origine een kentumtaal was.[16] De kern van zijn argumentatie werd in 2012 door Craig Melchert overgenomen.[17]
- Volgens Woudhuizen wordt Luwisch hiëroglifisch al vanaf 2000 v. Chr. geattesteerd.[18][19] Deze vroege datering wordt door Willemijn Waal’s bespreking van Luwisch hiëroglifische tekens in inscripties uit de Midden-Bronstijd verder ondersteund.[20]
- In de Luwisch hiëroglifische inscripties van Yalburt en Südburg, die uit de Late Bronstijd dateren, komt frequent het woord tíwaná voor. Al in de jaren 90 van de vorige eeuw stelde Woudhuizen voor dat dit woord “vijand” betekent, waardoor de inhoud van de betreffende teksten veel begrijpelijker werd.[21] Dezelfde interpretatie is vervolgens door Ilya Yakubovich voorgesteld.[22]
- Piero Meriggi heeft in 1964 het woord ma-sà-ka-na in de Luwisch hiëroglifische inscriptie Kızıldağ 4 uit de 12e eeuw v.Chr. als „Phrygisch“ gelezen.[23] Woudhuizen heeft als enige Luwoloog aan deze interpretatie vastgehouden.[24] In de in 2019 gevonden Luwisch hiëroglifische inscriptie uit Türkmen-Karahöyük, die ook uit de 12de eeuw v. Chr. dateert, wordt eveneens door het etnonym Muski aan de Phrygiërs gerefereerd, zodat de juistheid van Meriggi’s lezing is bevestigd.[25]
- Door etruscologen wordt aangenomen dat, op basis van twee Etruskische dobbelstenen met de woorden voor de getallen 1-6, θu het getal “1” aanduidt en zal het getal “2”. Woudhuizen stelde voor dat de correcte lezing van deze getallen precies andersom is, zodat θu „2“ weergeeft en aldus typisch Indo-Europees is.[26] Deze zelfde mening werd later door John Ray vertolkt.[27]
- In de late jaren 90 van de vorige eeuw heeft Woudhuizen beargumenteerd dat de Zuidwest-Iberische inscripties in de Keltische taal zijn geredigeerd.[28] Vanaf 2009 is deze zelfde lijn van aanpak door John Koch gevolgd.[29]

Woudhuizen woonde in Heiloo toen hij op 62-jarige leeftijd overleed.
- Bibsys: 90829416
- Biblioteca Nacional de España: XX1057339
- Bibliothèque nationale de France: cb121234794 (data)
- Catàleg d'autoritats de noms i títols de Catalunya: 981058512328206706
- CiNii: DA0299935X
- Gemeinsame Normdatei: 132015544
- International Standard Name Identifier: 0000 0000 7978 0513
- Library of Congress Control Number: n88035386
- NARCIS: PRS1269536
- Nationale Bibliotheek van Israël: 987007276809705171
- Nederlandse Thesaurus van Auteursnamen: 073562556
- Réseau des bibliothèques de Suisse occidentale: 02-A020136755
- Système universitaire de documentation: 080674283
- Virtual International Authority File: 76349591
- WorldCat: E39PBJqBmTqxr7yrrx6tkTvvHC